# Station Chróścina Nyska
Station Chróścina Nyska is een spoorwegstation in de Poolse plaats Chróścina.